# ربات شبکه اجتماعی
ربات شبکهُ اجتماعی (به انگلیسی: socialbot) که با نام‌های مختلفی مانند socbot یا ترول‌بات (به انگلیسی: Troll bot) نیز شناخته می‌شوند، عامل‌هایی کم و بیش خودکار هستند که با اهداف مختلفی ساخته شده و در شبکه‌های اجتماعی فعالیت می‌کنند. از جمله مهم‌ترین اهدافی که برای ربات‌های شبکهُ اجتماعی تعریف می‌شوند عبارتند از: حمایت از ایده‌ها، کمپین‌ها و اشخاص، تأثیرگذاری بر افکار عمومی، برندسازی، فعالیت به عنوان فالوور یک حساب یا جمع‌آوری فالوور برای آن‌ها، خودکارسازی انتشار محتوا و تبلیغات.
حساب‌هایی که کاملاً توسط ربات‌های اجتماعی گردانده می‌شوند، معمولاً تعاملات بسیار ساده‌ای انجام می‌دهند یا اینکه به‌طور کل، فعالیت خاصی در بستر شبکهُ اجتماعی ندارند. محتوایی که این ربات‌ها در شبکهٔ اجتماعی (مثلا توئیت در توئیتر یا دایرکت و پست در اینستاگرام) منتشر می‌کنند، عمدتاً بسیار ساده بوده و حالت پیش ساخته دارند که توسط برنامه نویسان اولیه تعریف شده‌است. ربات‌های شبکهُ اجتماعی ممکن است به صورت گروهی یا انفرادی فعالیت کنند. همچنین ممکن است فعالیت‌های آنان توسط افراد واقعی کنترل شود. با وجود چنین دایرهٔ نسبتاً محدودی از عملکرد، می‌توان گفت این ربات‌ها آزمون تورینگ را با موفقیت پشت سر گذاشته‌اند.
برخی از حساب‌های کاربری در شبکه‌های اجتماعی به‌طور کامل توسط ربات‌های اجتماعی گردانده می‌شوند. برای درک بهتر موضوع، می‌توان اینطور تصور کرد که اگر حساب‌های موجود در شبکه‌های اجتماعی را افراد واقعی در نظر بگیریم، این نوع از ربات‌ها حساب‌های جعلی محسوب می‌شوند. فرایند خودکار ایجاد و راه‌اندازی حساب‌های متعدد با استفاده از ربات‌های اجتماعی اگر در خلاف جهت سامانه یا جامعه باشد، یکی از اشکال حمله سیبیل به‌شمار می‌رود.

## تاریخچه
بسیاری بر این باورند که ربات‌های اجتماعی نقش برجسته‌ای در انتخابات ریاست جمهوری ۲۰۱۶ ایالات متحده داشته‌اند. به نظر می‌رسد تاریخچهُ این‌گونه ادعاها، حداقل به دوران انتخابات میان‌دوره‌ای ۲۰۱۰ ایالات متحده بازمی‌گردد. تخمین زده می‌شود که ۹–۱۵٪ از حساب‌های توئیتری که هم‌اکنون فعال هستند، مربوط به ربات‌ها باشند. همچنین مطابق برخی تخمین‌ها، ۱۵٪ از کل جمعیت توئیتری فعالی که در بحث‌های مربوط به انتخابات ریاست جمهوری ۲۰۲۰ ایالات متحده شرکت داشتند، ربات‌ها بودند. براساس این تخمین‌ها، حداقل ۴۰۰٬۰۰۰ ربات مسئول بیش از ۳٫۸ میلیون توئیت بودند که تقریباً ۱۹٪ از کل حجم این مباحثات را تشکیل می‌داد.
ربات‌های توئیتر نمونه‌های شناخته‌شده‌ای از ربات‌های اجتماعی هستند، اما ربات‌های خودکار مشابه در شبکه‌های اجتماعی دیگری مانند فیس‌بوک و اینستاگرام نیز مشاهده شده‌اند. امروزه، ربات‌های اجتماعی به شخصیت‌های اینترنتی متقاعدکننده مجهز شده‌اند یا حتی می‌توانند این شخصیت‌ها را شبیه‌سازی کنند، به طوری که حتی می‌توانند افراد واقعی را نیز تحت تأثیر قرار دهند. با این وجود، بایستی در نظر داشت که این ربات‌ها همیشه قابل اعتماد نیستند.
ربات‌های اجتماعی، می‌توانند به‌طور خودکار پیام‌ها و محتواها را (باز) تولید یا به‌طور مکرر استفاده کنند. همچنین، دستهٔ بزرگی از ربات‌هایی که با اهداف خرابکارانه ساخته می‌شوند، به دلیل تمایلشان به نفوذ و تأثیرگذاری در گروه‌های کاربری بزرگ، در بسیاری از ویژگی‌ها با هرزنامه‌ها مشترک در نظر گرفته می‌شوند.

## ربات‌های اجتماعی در ایران
به دلیل وجود محدودیت‌های متعدد در زمینهٔ شبکه‌های اجتماعی در ایران، تقریباً هیچگاه مطالعهٔ سراسری در زمینهٔ ربات‌های فعال در فیسبوک و توئیتر صورت نگرفته‌است. از آنجایی که به دلیل همین محدودیت‌ها بیشترین تجمع کاربران ایرانی در شبکه‌های اجتماعی اینستاگرام و تلگرام است، انتظار می‌رود تمرکز اصلی ربات‌های اجتماعی در ایران نیز بر روی همین دو بستر باشد. با این وجود، ربات‌های توئیتری همچون «زلزله» و «کتاب‌یاب» در ایران وجود دارند که بیشتر در زمینهٔ اطلاع‌رسانی و سرگرمی ساخته شده‌اند.
بیشترین تعداد ربات‌های اجتماعی در ایران در تلگرام مشاهده شده‌اند. صدها ربات در این شبکهٔ اجتماعی وجود دارند که در زمینهٔ سرگرمی، اطلاع‌رسانی و ابزارهای کنترل در گروه‌ها فعال هستند. در مورد اینستاگرام، از آنجایی که محدودیت‌های مرتبط با ربات‌ها در اینستاگرام شدیدتر است، ربات‌های کمتری وجود دارند. همچنین تعداد حساب‌هایی که به‌طور کامل توسط ربات‌ها کنترل می‌شوند، کمتر است. در این شبکهٔ اجتماعی، ربات‌ها بیشتر به عنوان ابزارهایی برای جذب دنبال کننده، ایجاد تعامل و تبلیغات به کار برده می‌شوند. اینکه ربات‌های اینستاگرامی ایرانی مانند «اینبو» در محدودهٔ خودکارسازی قابل قبول از طرف اینستاگرام فعالیت می‌کنند یا خیر، همچنان جای بحث دارد.

## جنبه‌های قانونی
استفاده از ربات‌های اجتماعی برخلاف شرایط و قوانین بسیاری از پلتفرم‌ها، از جمله توئیتر و اینستاگرام است. با این حال، این شبکه‌های اجتماعی با ارائهٔ برخی از واسط‌های برنامه‌نویسی (API)، با درجات خاصی از خودکارسازی (اتوماسیون) موافق هستند. برای مثال، ربات «سندپالس» که یک ربات پاسخگویی به مشتریان محسوب می‌شود، با استفاده از واسط‌های برنامه‌نویسی ارائه‌شده توسط اینستاگرام فعالیت می‌کند.
موضوع وضع مقررات قانونی برای ربات‌های اجتماعی در بسیاری از کشورها روزبروز برای سیاست‌گذاران ضروری‌تر می‌شود؛ اما به علت دشواری در شناسایی ربات‌های اجتماعی و افتراق آن‌ها از ربات‌های اجتماعی که با استفاده از واسط‌های برنامه‌نویسی در سطوح استاندارد اتوماسیون فعالیت می‌کنند، فعلاً مشخص نیست که آیا این کار اصلاً شدنی است یا می‌تواند اجباری در این زمینه وجود داشته باشد یا خیر. به هر حال، با توجه به اینکه این ربات‌ها می‌توانند به واسطهٔ فعالیت خودکار، در قالب یک تأثیرگذار خستگی ناپذیر فعالیت کنند، انتظار می‌رود در آینده در شکل دهی به افکار عمومی نقش چشمگیری داشته باشند.

## کاربردها
اگرچه استفاده از ربات‌های شبکه‌های اجتماعی صرفاً به خرابکاری محدود نمی‌شود، اما بازدهی بسیار بالا و قابلیت فعالیت خستگی ناپذیر، آن‌ها را برای این اهداف مناسب کرده‌است. در این زمینه، لوتز فینگر ۵ کاربرد ربات‌های اجتماعی در زمینه‌های خرابکارانه را چنین گزارش کرده‌است:
- افزایش شهرت: داشتن تعداد دلخواه ربات (ناشناس) به عنوان فالوور (جعلی) می‌تواند به شبیه‌سازی موفقیت واقعی کمک کند.
- هرزنامه: ربات‌های تبلیغاتی در چت‌های آنلاین شبیه به هرزنامه‌های ایمیل است، اما بسیار مستقیم‌تر است.
- شیطنت: به عنوان مثال ثبت نام یک حریف با تعداد زیادی هویت جعلی و اسپم کردن حساب یا کمک به دیگران برای کشف آن برای بی‌اعتبار کردن وی
- تعصب افکار عمومی: تأثیرگذاری بر روندها توسط پیام‌های بی شماری با محتوای مشابه با عبارات مختلف[۱۵]
- محدود کردن آزادی بیان: پیام‌های مهم را می‌توان با سیل پیام‌های ربات خودکار از دید خارج کرد.
- برای فیشینگ رمزهای عبور یا سایر اطلاعات شخصی

اثرات همهٔ این موارد را می‌توان تا حد زیادی به روش‌های جنگ روانی و جنگ اطلاعاتی مرسوم در گذشته تشبیه کرد.
از ربات‌های اجتماعی در زمینه‌های غیرمخرب نیز استفاده می‌شود. از جملهٔ مهمترین کاربردهای این ربات‌ها، موضوع تبلیغات، برندسازی و مدیریت مشتریان و مواردی از این قبیل است. البته، زمانی این فعالیت‌ها غیر مخرب تلقی می‌شوند که ربات‌های اجتماعی در محدوده قابل قبول خودکارسازی عمل کرده و مرتکب اعمالی مشابه هرزنامه نشوند.

## تشخیص
نسل اول ربات‌ها را اغلب می‌توان با استناد به ظرفیت‌های مافوق بشری در زمینهٔ فعالیت شبانه‌روزی و با نرخ‌های هنگفت، از کاربران واقعی متمایز کرد. پیشرفت‌های بعدی موفق شده‌اند فعالیت‌های «انسانی» و الگوهای رفتاری انسانی را در سطوح بالاتری شبیه‌سازی کنند. برای تشخیص قطعی ربات‌های اجتماعی از کاربران واقعی، ترکیبی از معیارها و تکنیک‌های مختلف تشخیص الگو به کار برده شوند. برخی از معیارهایی که برای شناسایی ربات‌های اجتماعی به کار می‌روند، عبارتند از:
- فیگورهای کارتونی به عنوان تصاویر کاربر
- استفادهٔ تصادفی از تصاویر کاربران واقعی (تقلب هویت)
- نرخ بازنشر
- الگوهای زمانی
- ابراز احساسات
- نسبت فالوور به دوستان یا فالوور به فالووینگ
- طول و مفهوم نام کاربری
- تنوع در پیام‌های (باز) نشر شده
- نرخ مشارکت (نرخ لایک/فالوور)[۱۶]

برخی از سرویس‌ها با هدف تمییز کاربران واقعی از ربات‌ها ساخته شده‌اند. Botometer (که قبلاً تحت عنوان BotOrNot شناخته می‌شد) یک سرویس وب عمومی است که فعالیت یک حساب توئیتر را بررسی می‌کند و بر اساس احتمال ربات بودن حساب، به آن امتیاز می‌دهد. این سیستم از بیش از هزار قابلیت در زمینه تشخیص ربات‌ها بهره می‌برد. یک روش فعال که در تشخیص ربات‌های هرزنامه اولیه به خوبی کار می‌کرد، حساب‌های هانی‌پات بود. در این حساب‌ها، محتواهایی منتشر می‌شد که به‌طور آشکار فاقد هرگونه معنا بودند. این محتواها معمولاً به‌طور کورکورانه‌ای توسط ربات‌ها بازپست (بازتوئیت) می‌شد. بدین ترتیب ربات بودن این کاربران مشخص می‌شد.
مطالعات اخیر نشان می‌دهد که ربات‌ها به سرعت تکامل می‌یابند و روش‌های تشخیص آن‌ها باید به‌طور مداوم به‌روز شوند؛ در غیر این صورت ممکن است پس از چند سال کارایی خود را کاملاً از دست بدهند.